# Lhbt-geschiedenismaand
Een lhbt-geschiedenismaand is in enkele westerse landen een themamaand waarin aandacht wordt besteed aan de geschiedenis van homoseksuele mannen, lesbische vrouwen en biseksuele en transgender mensen. De eerste lhbt-geschiedenismaand vond in 1994 in de Verenigde Staten plaats en sinds 2021 is er ook een dergelijke maand in Nederland.
In Nederland, het Verenigd Koninkrijk en Hongarije wordt deze themamaand in februari gehouden en in Berlijn in juni, de maand die vanwege de herdenking van de Stonewall-rellen in veel landen als de Pridemaand geldt. In de Verenigde Staten, Canada en Australië is de lhbt-geschiedenismaand in oktober, de maand waarin ook de jaarlijkse Coming-Outdag valt. In Groenland en Brazilië wordt tegelijk met de jaarlijkse Gay Pride Parade in de zomer aandacht aan de lhbt-geschiedenis besteed.

## Verenigde Staten
De eerste lhbt-geschiedenismaand werd in de Verenigde Staten gehouden en wel in oktober 1994 onder de naam "Lesbian and Gay History Month". Dit was een idee van geschiedenisleraar Rodney Wilson, die de eerste openlijk homoseksuele leraar aan een openbare school in de staat Missouri was. Hij organiseerde deze themamaand naar het voorbeeld van de Women’s History Month en de Black History Month en koos de maand oktober omdat daarin de eerste (1979) en tweede (1987) LGBT March on Washington hadden plaatsgevonden.
De Lesbian and Gay History Month was in eerste instantie gericht op het onderwijs, maar ondervond tegenstand vanuit conservatieve groeperingen. Eind jaren negentig werd het organisatorisch en financieel steeds lastiger om de maand onder de aandacht te houden, waarna Equality Forum in 2006 de website www.LGBTHistoryMonth.com lanceerde, rondom 31 lesbische, homoseksuele, biseksuele en transgender "iconen" (een voor elke dag van de maand). Tegenwoordig draagt deze themamaand de naam "LGBTQ+ History Month".

## Verenigd Koninkrijk
In het Verenigd Koninkrijk vond in februari 2005 de eerste LGBT History Month plaats, georganiseerd door de duovoorzitters van Schools OUT UK, een vrijwilligersproject om jongeren over lhbt-onderwerpen te informeren en scholen meer inclusief te maken. Februari was gekozen omdat in 2003 in die maand Sectie 28 van de Local Government Act werd afgeschaft, die het verbood om homoseksualiteit te promoten. Al in het eerste jaar vonden 150 tot 200 activiteiten plaats in het kader van de LGBT History Month, die als doel heeft om jongeren te informeren over de geschiedenis van de homo-emancipatie en een inclusieve samenleving te promoten.

## Duitsland
In Duitsland vindt in de maand mei in Berlijn de jaarlijkse Queer History Month (QHM) plaats, met kosteloze activiteiten die met name op scholen en jongerenorganisaties gericht zijn. De QHM wordt georganiseerd door het Archiv der Jugendkulturen e.V. Sinds 2014 is er een bijbehorende website.

## Nederland
In Nederland organiseerde het lhbt-archief IHLIA LGBTI Heritage in februari 2021 voor het eerst de Queer Geschiedenismaand. Tijdens die periode werd in samenwerking met enkele Amsterdamse musea en culturele instellingen aandacht besteed aan verschillende aspecten van de lhbt-geschiedenis. Wegens de coronapandemie waren de activiteiten enkel online te volgen. De tweede Queer Geschiedenismaand vond plaats in maart 2022. In 2025 werd voor de 5e keer de Queer Geschiedenismaand georganiseerd.